# ذکر (نرم‌افزار)
ذکر یک نرم‌افزار جامع قرآنی است که به کاربران امکان مرور قرآن و مشاهدهٔ ترجمه‌های مختلف آن را می‌دهد. هدف این نرم‌افزار ایجاد یک محیط پیشرفته با کاربری آسان برای کار با قرآن است. «ذکر» در مدل توسعهٔ منبع‌باز / آزاد تولید شده و برای استفاده و بارگذاری عموم بر روی اینترنت قرار دارد. محیط این نرم‌افزار در بیش از ۱۵ زبان مختلف (از جمله انگلیسی، فارسی، عربی، روسی و…) قابل مشاهده است و ترجمه‌های مختلفی از قرآن برای آن وجود دارد. کاربران این نرم‌افزار می‌توانند با استفاده از «طرح‌های» مختلف نمایشی، متن قرآن یا ترجمه را به تنهایی، زیر هم یا حتی چندین ترجمه را با هم مشاهده و مقایسه کنند.

## جستجو
این نرم‌افزار، امکان جستجو در متن قرآن (با و بدون مطابقت علائم) یا متن ترجمه‌ها را در اختیار کاربر قرار می‌دهد. به علاوه کاربران می‌توانند از امکانات جستجوی پیشرفته در متن قرآن بهره ببرند. جستجوی پیشرفته به کاربران امکان پرس‌وجوهای پیچیده با استفاده از عبارت‌های منطقی (AND, OR و NOT)، و همچنین جستجوی کلمات شبیه را می‌دهد. به علاوه می‌توان دامنهٔ جستجوی خود را به یک یا چندین سوره (و یا حتی قسمتی از آن‌ها) محدود کرد.

## مضمون‌ها
«ذکر» دارای دو متن قرآن است که یکی با اعراب‌گذاری و متن مشابه مصحف عثمان طه است و دیگری متن ساده‌شدهٔ قرآن کریم است. به صورت پیش‌فرض متن ساده‌شده نمایش داده می‌شود و برای استفاده از متن عثمان طه، کاربر می‌تواند از «مضمون عثمان طه» در فرم تنظیمات استفاده کند.

## نشان‌ها
این امکان در قالب مجموعه نشان‌ها در نرم‌افزار موجود است و کاربران می‌توانند برای یک آیه چندین نشان مختلف بسازند یا چندین آیه را زیر عنوان یک نشان قرار دهند.

## ناوش
«ذکر» امکان ناوش‌های مختلف از جمله آیه به آیه، سوره به سوره، ربع حزب به ربع حزب و جزء به جزء را مهیا می‌کند. علاوه بر آن علائم مختلف جهت ابتدای جزء، ابتدای ربع جزء و همچنین مکان سجده‌های قرآنی در این نرم‌افزار گنجانده شده است.
ذکر به زبان جاوا و با استفاده از کتابخانهٔ گرافیکی SWT نوشته‌شده است. این نرم‌افزار بر روی سیستم‌های عامل ویندوز، لینوکس و مک قابل اجرا است. برای استفاده از این نرم‌افزار، کاربر باید ماشین مجازی جاوا را نصب کند. «ذکر» برای اجرا به جاوای ۱٫۴٫۲ یا جدیدتر نیاز دارد.

ذکر ۰٫۶٫۶ بر روی ویندوز